# تايلور سبرينغز (إلينوي)
تايلور سبرينغز (بالإنجليزية: Taylor Springs)‏ هي منطقة سكنية تقع في الولايات المتحدة في إلينوي. يقدر عدد سكانها بـ 583 نسمة .

## الموقع الجغرافي
الموقع الجغرافي للمناطق المحيطة بهذه النقطة هو كالتالي: